# Đại công quốc Hessen
Đại công quốc Hessen và Rhein (tiếng Đức: Großherzogtum Hessen und bei Rhein), tên ban đầu từ giữa 1806 đến 1816 là Đại công quốc Hessen (tiếng Đức: Großherzogtum Hessen), là một cựu quốc gia tại châu Âu, từng là quốc gia thành viên của Bang liên Đức từ năm 1806. Sau năm 1918, đại công quốc bị chuyển đổi thành Dân quốc Hessen (Volksstaat Hessen). Đại công quốc Hessen và Dân quốc Hessen đều được biết đến với tên của nhà nước tiền thân, Hessen-Darmstadt.